# Zastupitelstvo Olomouckého kraje
Zastupitelstvo Olomouckého kraje je zastupitelstvem kraje, ve kterém dle zákona o krajích (č. 129/2000 Sb.) zasedá 55 zastupitelů, jelikož Olomoucký kraj má více než 600 000 obyvatel. Volební období zastupitelstva je čtyřleté. Zastupitelstvo se schází podle potřeby, minimálně však jedenkrát za tři měsíce. Zastupitelstvo zasedá ve velkém zasedacím sále Magistrátu města Olomouce v Hynaisově ulici č. 10. Zastupitelstvo volí jedenáctičlennou krajskou radu.
| Získané hlasy ve volbách v roce 2024 | Získané hlasy ve volbách v roce 2024 | Získané hlasy ve volbách v roce 2024 | Získané hlasy ve volbách v roce 2024 | Získané hlasy ve volbách v roce 2024 |
| ------------------------------------ | ------------------------------------ | ------------------------------------ | ------------------------------------ | ------------------------------------ |
| strana                               |                                      |                                      |                                      | %                                    |
| ANO                                  | ANO                                  |                                      | 40,4                                 | 40,4                                 |
| STAROSTOVÉ A NEZÁVISLÍ               | STAROSTOVÉ A NEZÁVISLÍ               |                                      | 15,3                                 | 15,3                                 |
| KDU-ČSL+TOP 09+Zelení                | KDU-ČSL+TOP 09+Zelení                |                                      | 9,6                                  | 9,6                                  |
| SPD+Trikolora+PRO+Svobodní           | SPD+Trikolora+PRO+Svobodní           |                                      | 9,3                                  | 9,3                                  |
| ODS                                  | ODS                                  |                                      | 8,6                                  | 8,6                                  |
| STAČILO!                             | STAČILO!                             |                                      | 6,3                                  | 6,3                                  |

## Rada Olomouckého kraje 2020–2024
| Portfej              | Člen rady                   | Strana  | Kompetence                                           |
| -------------------- | --------------------------- | ------- | ---------------------------------------------------- |
| Hejtman              | Josef Suchánek              | STAN    | doprava, finance, krizové řízení                     |
| 1. náměstek hejtmana | Ivo Slavotínek              | KDU-ČSL | sociální věci, záležitosti seniorů                   |
| 2. náměstek hejtmana | Dalibor Horák               | ODS     | zdravotnictví                                        |
| Náměstek hejtmana    | Jan Šafařík                 | KDU-ČSL | regionální rozvoj, územní plánování a rozvoj venkova |
| Náměstek hejtmana    | Roman Macek                 | ODS     | -                                                    |
| Členka rady          | Zdeňka Dvořáková Kocourková | Piráti  | investice, evropské projekty, transparence, IT       |
| Člen rady            | Martin Šmída                | Piráti  | životní prostředí, odpady, zemědělství               |
| Člen rady            | Aleš Jakubec                | TOP 09  | školství                                             |
| Neuvolněný člen rady | Jan Žůrek                   | ProOl   | kultura a památková péče                             |
| Neuvolněný člen rady | Michal Obrusník             | STAN    | -                                                    |
| Neuvolněný člen rady | Ivo Mareš                   | ODS     | -                                                    |

## Složení zastupitelstva 2024–2028
Po volbách se na budoucí radě kraje dohodlo hnutí ANO 2011 s koalicí SPD, Trikolora, PRO a Svobodnými.  Nově vzniklá koalice bude mít v zastupitelstvu 31 křesel. Hejtmanem se stane Ladislav Okleštěk z hnutí ANO.

### Výsledky voleb v roce 2024
| Strana / koalice | Strana / koalice               | Strana / koalice                     | Hlasy  | Hlasy  | Hlasy  | Mandáty | Mandáty | Volební lídr             |
| Strana / koalice | Strana / koalice               | Strana / koalice                     | Počet  | %      | +/-    | Počet   | +/-     | Volební lídr             |
| ---------------- | ------------------------------ | ------------------------------------ | ------ | ------ | ------ | ------- | ------- | ------------------------ |
|                  | ANO2011                        | ANO2011                              | 63 054 | 40,42% | ▲13,4% | 26      | ▲8      | Ladislav Okleštěk (ANO)  |
|                  | Starostové a nezávislí         | Starostové a nezávislí               | 23 879 | 15,30% | ▬      | 9       | ▲4      | Josef Suchánek (STAN)    |
|                  | Spojenci24 s vámi              | Spojenci24 s vámi                    | 15 008 | 9,62%  | ▼8,8%  | 6       | ▼6      | Ivo Slavotínek (KDU-ČSL) |
|                  | KDU-ČSL                        | 4                                    | 15 008 | 9,62%  | ▼8,8%  | -2      |         | Ivo Slavotínek (KDU-ČSL) |
|                  | TOP09                          | 1                                    | 15 008 | 9,62%  | ▼8,8%  | -1      |         | Ivo Slavotínek (KDU-ČSL) |
|                  | Strana zelených                | 0                                    | 15 008 | 9,62%  | ▼8,8%  | -2      |         | Ivo Slavotínek (KDU-ČSL) |
|                  | nestraník                      | 1                                    | 15 008 | 9,62%  | ▼8,8%  | +1      |         | Ivo Slavotínek (KDU-ČSL) |
|                  | SPD, Trikolora, PRO a Svobodní | SPD, Trikolora, PRO a Svobodní       | 14 467 | 9,27%  | ▬      | 5       | ▬       | Radim Fiala (SPD)        |
|                  |                                | Svoboda a přímá demokracie           | 14 467 | 9,27%  | ▬      | 5       | ▬       | Radim Fiala (SPD)        |
|                  |                                | Trikolora                            | 14 467 | 9,27%  | ▬      | 0       | ▬       | Radim Fiala (SPD)        |
|                  |                                | PRO 2022                             | 14 467 | 9,27%  | ▬      | 0       | ▬       | Radim Fiala (SPD)        |
|                  |                                | Svobodní                             | 14 467 | 9,27%  | ▬      | 0       | ▬       | Radim Fiala (SPD)        |
|                  | Občanská demokratická strana   | Občanská demokratická strana         | 13 493 | 8,64%  | ▼1,7%  | 5       | ▼2      | Dalibor Horák (ODS)      |
|                  | STAČILO!                       | STAČILO!                             | 9823   | 6,29%  | ▬      | 4       | ▲4      | Vladimír Urbánek (KSČM)  |
|                  |                                | Komunistická strana Čech a Moravy    | 9823   | 6,29%  | ▬      | 3       | +3      | Vladimír Urbánek (KSČM)  |
|                  |                                | Česká strana národně sociální        | 9823   | 6,29%  | ▬      | 1       | +1      | Vladimír Urbánek (KSČM)  |
|                  |                                | Česká suverenita sociální demokracie | 9823   | 6,29%  | ▬      | 0       | -       | Vladimír Urbánek (KSČM)  |

## Složení zastupitelstva 2020–2024
Po volbách utvořily koalici aliance Pirátů a STAN, koalice KDU-ČSL, TOP 09, Zelených a hnutí ProOlomouc a ODS. Úřad hejtmana obsadil Josef Suchánek z hnutí STAN.

### Výsledek voleb v roce 2020
| Strana / koalice | Strana / koalice             | Strana / koalice             | Hlasy  | Hlasy   | Hlasy  | Mandáty | Mandáty | Volební lídr             |
| Strana / koalice | Strana / koalice             | Strana / koalice             | Počet  | %       | +/−    | Počet   | +/−     | Volební lídr             |
| ---------------- | ---------------------------- | ---------------------------- | ------ | ------- | ------ | ------- | ------- | ------------------------ |
|                  | ANO 2011                     | ANO 2011                     | 50 604 | 27,01 % | ▲ 3,2% | 18      | ▲ 2     | Ladislav Okleštěk (ANO)  |
|                  | Piráti a Starostové          | Piráti a Starostové          | 36 549 | 19,51 % | ▲ 6,3% | 13      | ▲ 8     | Josef Suchánek (STAN)    |
|                  | Česká pirátská strana        | 8                            | 36 549 | 19,51 % | ▲ 6,3% | +8      |         | Josef Suchánek (STAN)    |
|                  | Starostové a nezávislí       | 5                            | 36 549 | 19,51 % | ▲ 6,3% | 0       |         | Josef Suchánek (STAN)    |
|                  | Spojenci pro Olomoucký kraj  | Spojenci pro Olomoucký kraj  | 34 519 | 18,43 % | ▲ 3,0% | 12      | ▲ 4     | Marian Jurečka (KDU-ČSL) |
|                  | KDU-ČSL                      | 6                            | 34 519 | 18,43 % | ▲ 3,0% | -1      |         | Marian Jurečka (KDU-ČSL) |
|                  | TOP 09                       | 2                            | 34 519 | 18,43 % | ▲ 3,0% | +2      |         | Marian Jurečka (KDU-ČSL) |
|                  | Strana zelených              | 2                            | 34 519 | 18,43 % | ▲ 3,0% | +2      |         | Marian Jurečka (KDU-ČSL) |
|                  | ProOlomouc                   | 2                            | 34 519 | 18,43 % | ▲ 3,0% | +1      |         | Marian Jurečka (KDU-ČSL) |
|                  | Občanská demokratická strana | Občanská demokratická strana | 19 421 | 10,36 % | ▲ 2,8% | 7       | ▲ 2     | Dalibor Horák (ODS)      |
|                  | Svoboda a přímá demokracie   | Svoboda a přímá demokracie   | 14 707 | 7,85 %  | ▲ 0,5% | 5       | ▲ 2     | Radim Fiala (SPD)        |

## Složení zastupitelstva 2016–2020
Koalici v Radě kraje tvoří ANO, ČSSD a ODS (dohromady 30 zastupitelů v zastupitelstvu). Hejtmanem Olomouckého kraje se v tomto volebním období stal Oto Košta, kterého v únoru 2017 vystřídal Ladislav Okleštěk (oba za ANO).

### Výsledky voleb v roce 2016
| # | Strany a koalice | Výsledek (procenta/PM)   | Trend | Volební lídr              |
| - | --- | ------------------------ | ----- | ------------------------- |
|   | ANO 2011 | 23,77 % / 16 zastupitelů | ▲+16  | Oto Košta (nestr. za ANO) |
|   | Česká strana sociálně demokratická | 13,88 % / 9 zastupitelů  | ▼-7   | Jiří Zemánek (ČSSD)       |
|   | Komunistická strana Čech a Moravy | 11,56 % / 7 zastupitelů  | ▼-9   | Alexander Černý (KSČM)    |
|   | Koalice pro Olomoucký kraj společně se starosty - Křesťanská a demokratická unie - Československá strana lidová - Strana zelených                     | 11,39 % / 7 zastupitelů  | ▼-1   | Ivo Slavotínek (KDU-ČSL)  |
|   | Starostové ProOlomoucký kraj - STAROSTOVÉ A NEZÁVISLÍ - ProOlomouc                                                                                    | 9,68 % / 6 zastupitelů   | ▲+6   | Radim Sršeň (STAN)        |
|   | Občanská demokratická strana | 7,54 % / 5 zastupitelů   | ▼-3   | Dalibor Horák (ODS)       |
|   | Koalice Svoboda a přímá demokracie - Tomio Okamura (SPD) a Strana Práv Občanů - Svoboda a přímá demokracie - Tomio Okamura (SPD) - Strana Práv Občanů | 7,33 % / 5 zastupitelů   | ▲+5   | Radim Fiala (SPD)         |

### Rada kraje po volbách
- Ladislav Okleštěk (ANO), hejtman kraje
- Jiří Zemánek (ČSSD), 1. náměstek hejtmana
- Jan Zahradníček (ANO), 2. náměstek hejtmana
- Dalibor Horák (ODS), 3. náměstek hejtmana
- František Jura (ANO), náměstek hejtmana
- Ladislav Hynek (ČSSD), náměstek hejtmana
- Pavel Šoltys (ČSSD), náměstek hejtmana
- Milan Klimeš (ANO), náměstek hejtmana
- Alena Adamíková (ANO), neuvolněná členka rady
- Petr Vrána (ANO), neuvolněný člen rady
- Ivo Mareš (ODS), neuvolněný člen rady

## Složení zastupitelstva 2012–2016
Vítězná ČSSD nenavázala na spolupráci s ODS a KDU-ČSL z předochozího období a radu kraje složila se zástupci KSČM. Hejtmanem stal Jiří Rozbořil z ČSSD. Volební účast byla 36 %.

### Výsledky voleb v roce 2012
| # | Strany a koalice                                                       | Výsledek (procenta/PM)   | Trend |
| - | ---------------------------------------------------------------------- | ------------------------ | ----- |
|   | Česká strana sociálně demokratická                                     | 26,70 % / 19 zastupitelů | ▼-8   |
|   | Komunistická strana Čech a Moravy                                      | 22,82 % / 16 zastupitelů | ▲+6   |
|   | Koalice pro Olomoucký kraj společně se starosty (KDU-ČSL a Statostové) | 11,00 % / 8 zastupitelů  | ▲+3   |
|   | Občanská demokratická strana                                           | 10,91 % / 8 zastupitelů  | ▼-5   |
|   | TOP 09 a Starostové a nezávislí pro Olomoucký kraj                     | 6,16 % / 4 zastupitelé   | ▲+4   |

## Složení zastupitelstva 2008–2012
Vítězná ČSSD složila širokou koalici s ODS a KDU-ČSL. Hejtmanem se stal Martin Tesařík z ČSSD. Volební účast byla 39 %.

### Výsledky voleb v roce 2008
| # | Strany a koalice                                              | Výsledek (procenta/PM)   | Trend |
| - | ------------------------------------------------------------- | ------------------------ | ----- |
|   | Česká strana sociálně demokratická                            | 39,78 % / 27 zastupitelů | ▲+17  |
|   | Občanská demokratická strana                                  | 20,34 % / 13 zastupitelů | ▼-8   |
|   | Komunistická strana Čech a Moravy                             | 15,08 % / 10 zastupitelů | ▼-5   |
|   | Křesťanská a demokratická unie - Československá strana lidová | 8,75 % / 5 zastupitelů   | ▼-4   |

## Složení zastupitelstva 2004–2008
Po volbách pokračovala spolupráce ODS a KDU-ČSL v krajské radě. Hejtmanem se stal Ivan Kosatík z ODS. Volební účast byla 28 %.

### Výsledky voleb v roce 2004
| # | Strany a koalice                                              | Výsledek (procenta/PM)   | Trend |
| - | ------------------------------------------------------------- | ------------------------ | ----- |
|   | Občanská demokratická strana                                  | 30,56 % / 21 zastupitelů | ▲+9   |
|   | Komunistická strana Čech a Moravy                             | 21,41 % / 15 zastupitelů | ▲+2   |
|   | Česká strana sociálně demokratická                            | 15,02 % / 10 zastupitelů | ±0    |
|   | Křesťanská a demokratická unie - Československá strana lidová | 13,72 % / 9 zastupitelů  | ▼-6   |

## Složení zastupitelstva 2000–2004
Vítězná Čtyřkoalice (KDU-ČSL, US, DEU, ODA) se dohodla jako ve většině krajů na spolupráci s ODS a do rady kraje přizvala i zástupce Nezávislých. Hejtmanem se stal Jan Březina z KDU-ČSL. Volební účast byla 34 %.

### Výsledky voleb v roce 2000
| # | Strany a koalice                   | Výsledek (procenta/PM)   | Trend |
| - | ---------------------------------- | ------------------------ | ----- |
|   | Čtyřkoalice                        | 24,19 % / 15 zastupitelů | ▲+15  |
|   | Komunistická strana Čech a Moravy  | 21,50 % / 13 zastupitelů | ▲+13  |
|   | Občanská demokratická strana       | 18,98 % / 12 zastupitelů | ▲+12  |
|   | Česká strana sociálně demokratická | 16,34 % / 10 zastupitelů | ▲+10  |
|   | Nezávislí                          | 9,36 % / 5 zastupitelů   | ▲+5   |

## Volební historie

#### Volby 2000
| 13   | 10   | 5   | 7       | 1 | 1 | 6  | 12  |
| KSČM | ČSSD | NEZ | KDU-ČSL | D | O | US | ODS |

#### Volby 2004
| 15   | 10   | 9       | 21  |
| KSČM | ČSSD | KDU-ČSL | ODS |

#### Volby 2008
| 10   | 27   | 5   | 13  |
| KSČM | ČSSD | KDU | ODS |

#### Volby 2012
| 16   | 19   | 2 | 8       | 2 | 8   |
| KSČM | ČSSD | S | KDU-ČSL | T | ODS |

#### Volby 2016
| 7    | 2 | 9    | 16  | 1 | 5    | 7       | 5   | 3   |
| KSČM | S | ČSSD | ANO | O | STAN | KDU-ČSL | ODS | SPD |

#### Volby 2020
| 18  | 8      | 2 | 2 | 5    | 6   | 2 | 7   | 5   |
| ANO | Piráti | Z | O | STAN | KDU | T | ODS | SPD |